# 洮南灯心草
洮南灯心草（学名：Juncus taonanensis）为灯心草科灯心草属的植物。分布在中国大陆的内蒙古、吉林、江苏、辽宁、黑龙江、河北、山东等地，多生长在河边、塘边湿地以及湿草甸，目前尚未由人工引种栽培。